# Associació de Voluntaris de Protecció Civil d'Argentona
L'Associació de Voluntaris de Protecció Civil d'Argentona és una entitat d'Argentona de servei voluntari a la societat
L'entitat es va crear l'any 2000, essent la primera associació de voluntaris de protecció civil que es va registrar a Catalunya. La seva principal activitat és donar suport als cossos de seguretat, especialment en emergències, col·laborant amb policia local, Mossos d'Esquadra i agrupacions de defensa forestal.
Durant la pandèmia de Covid de 2020-2022, va desenvolupar la seva tasca en activitats com informació a la població i transport de material escolar i sanitari
L'any 2021 va rebre la Creu de Sant Jordi En reconeixement de la tasca de servei a la societat en situacions de risc i d’emergència, de les quals la pandèmia n’ha estat recentment una mostra significativa. Per la tasca altruista de servei a la ciutadania que exerceix el col·lectiu de voluntaris de protecció civil. En representació d’aquest, es fa una distinció als voluntaris d’Argentona, la primera associació de voluntaris de protecció civil que es va registrar a Catalunya; és, per tant, un homenatge a tot el voluntariat de protecció civil de Catalunya.